# Astronium obliquum
Astronium obliquum är en sumakväxtart som beskrevs av August Heinrich Rudolf Grisebach. Astronium obliquum ingår i släktet Astronium och familjen sumakväxter. Inga underarter finns listade i Catalogue of Life.